# 洪邦哈孙杜丹县
洪邦哈孙杜丹县是印度尼西亚北苏门答腊省的一个县，位于多巴湖西南，县治为杜落桑古。
洪邦哈孙杜丹县的面积为2,297平方公里，2010年时的人口为178,866。